# Jaera (Jaera) hopeana
Jaera (Jaera) hopeana là một loài chân đều trong họ Janiridae. Loài này được Costa miêu tả khoa học năm 1853.